# Grundarhverfi
Grundarhverfi (Grundir) – miejscowość w południowo-zachodniej Islandii, położona nad zatoką Hofsvík (północnej części zatoki Kollafjörður). Wchodzi w skład gminy stołecznej Reykjavíkurborg, w regionie stołecznym Höfuðborgarsvæðið. Na początku 2018 roku zamieszkiwało ją 587 osób.
Do 1998 roku stanowiła główną miejscowość gminy Kjalarneshreppur. Po włączeniu do gminy Reykjavíkurborg wchodzi w skład dzielnicy Reykjavíku Kjalarnes.